# Phelsuma pronki
Espèce
Statut de conservation UICN

 CR B1ab(iii) : 
En danger critique
Statut CITES
Phelsuma pronki est une espèce de geckos de la famille des Gekkonidae.

## Répartition
Cette espèce est endémique de la région d'Analamanga à Madagascar.

## Habitat
Ces geckos vivent dans les arbres de la forêt tropicale humide, un milieu chaud et extrêmement humide, durant la journée la température approche les 30 °C, pour chuter aux alentours de 20 °C la nuit. L'hygrométrie varie en fonction du moment de la journée et de la saison de 70 à plus de 90 %. Durant la saison froide les températures peuvent parfois descendre très bas, aux alentours de 10 °C.

## Description
C'est un gecko insectivore, diurne et arboricole, ils consomment également des nectars de fruits. Il est relativement petit pour ce genre. Ces geckos sont dans les tons de gris, avec une tête tirant sur le jaune. Ils présentent quatre bandes noires longitudinales, et l'extrémité des pattes est noire et grise.
Les femelles pondent leurs œufs sous des écorces.

## Étymologie
Cette espèce est nommée en l'honneur d'Olaf Pronk.

## Publication originale
- Seipp, 1994 : Eine neue Art der Gattung Phelsuma Gray 1825 aus Zentral-Madagaskar (Reptilia: Sauria: Gekkonidae). Senckenbergiana biologica, Frankfurt, vol. 74, n. 1/2, p. 193-197.